# Доска объявлений

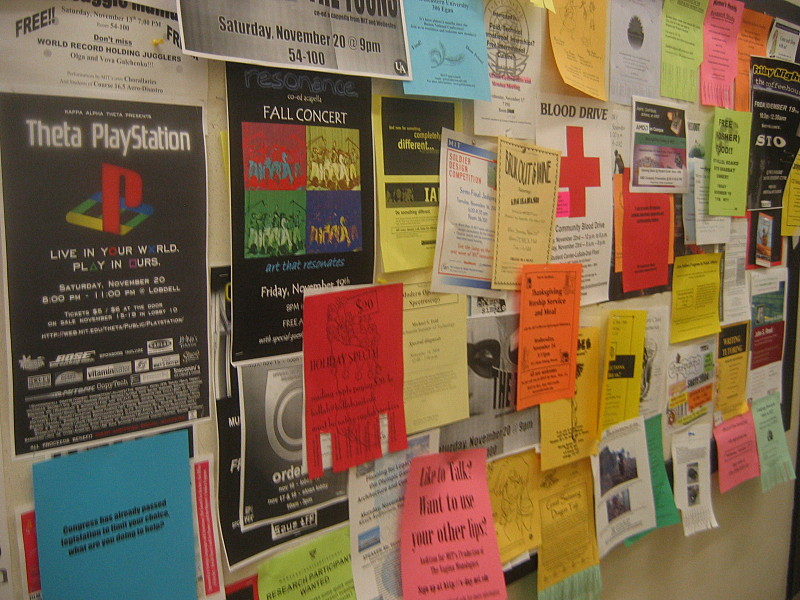
Доска с объявлениями

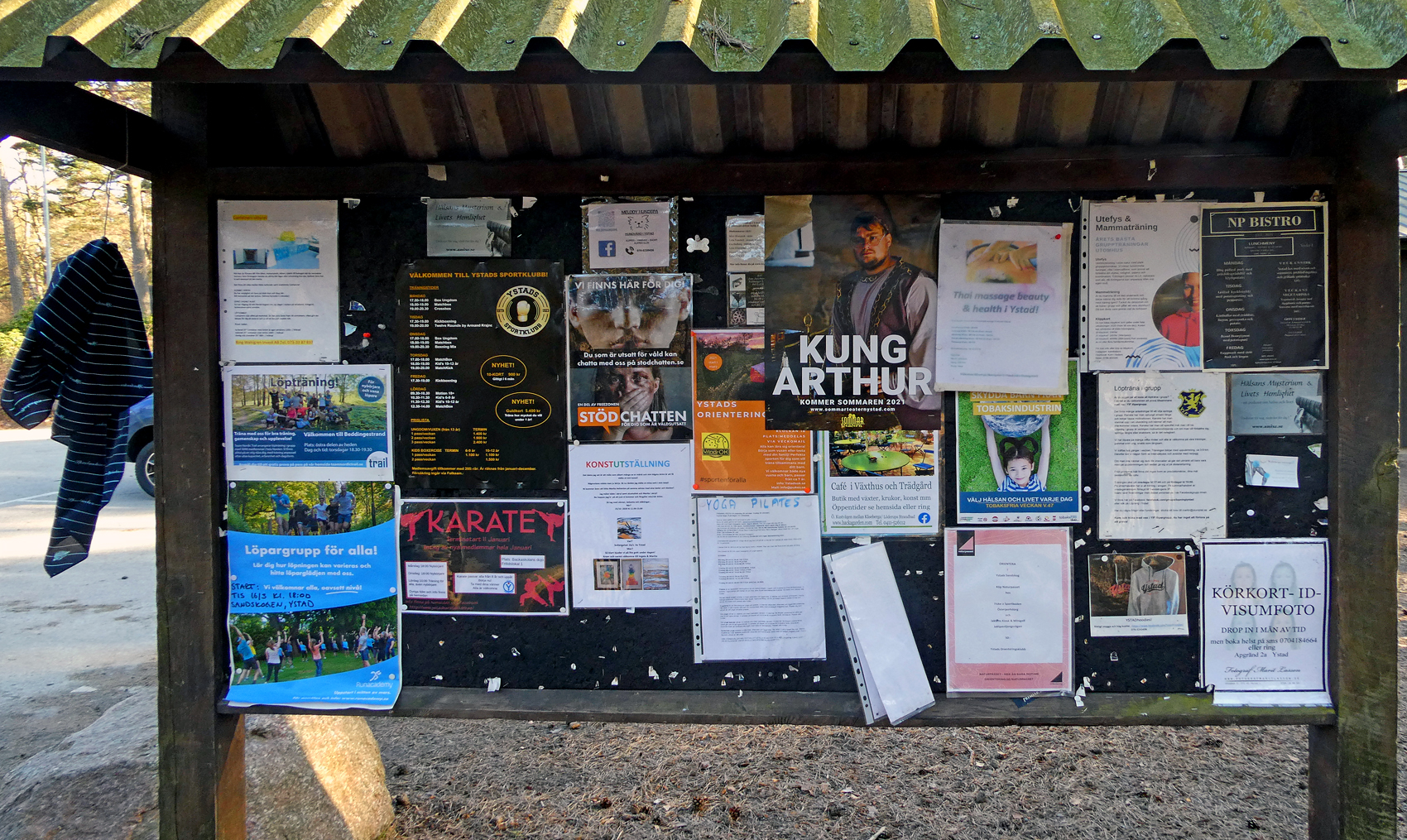
Доска объявлений.

Доска объявлений — место, на котором размещаются объявления (сообщения для широкого ознакомления), обычно временно и бесплатно
.

## Импровизированные доски объявлений
В качестве досок объявлений могут использоваться не только предназначенные для этого специальные доски, но и просто стены домов, водосточные трубы, фонарные столбы, деревья и т. п. Расклеивание объявлений в непредназначенных для этого местах может считаться вандализмом, и против него предпринимаются специальные меры борьбы, например, огораживание водосточных труб решетками.

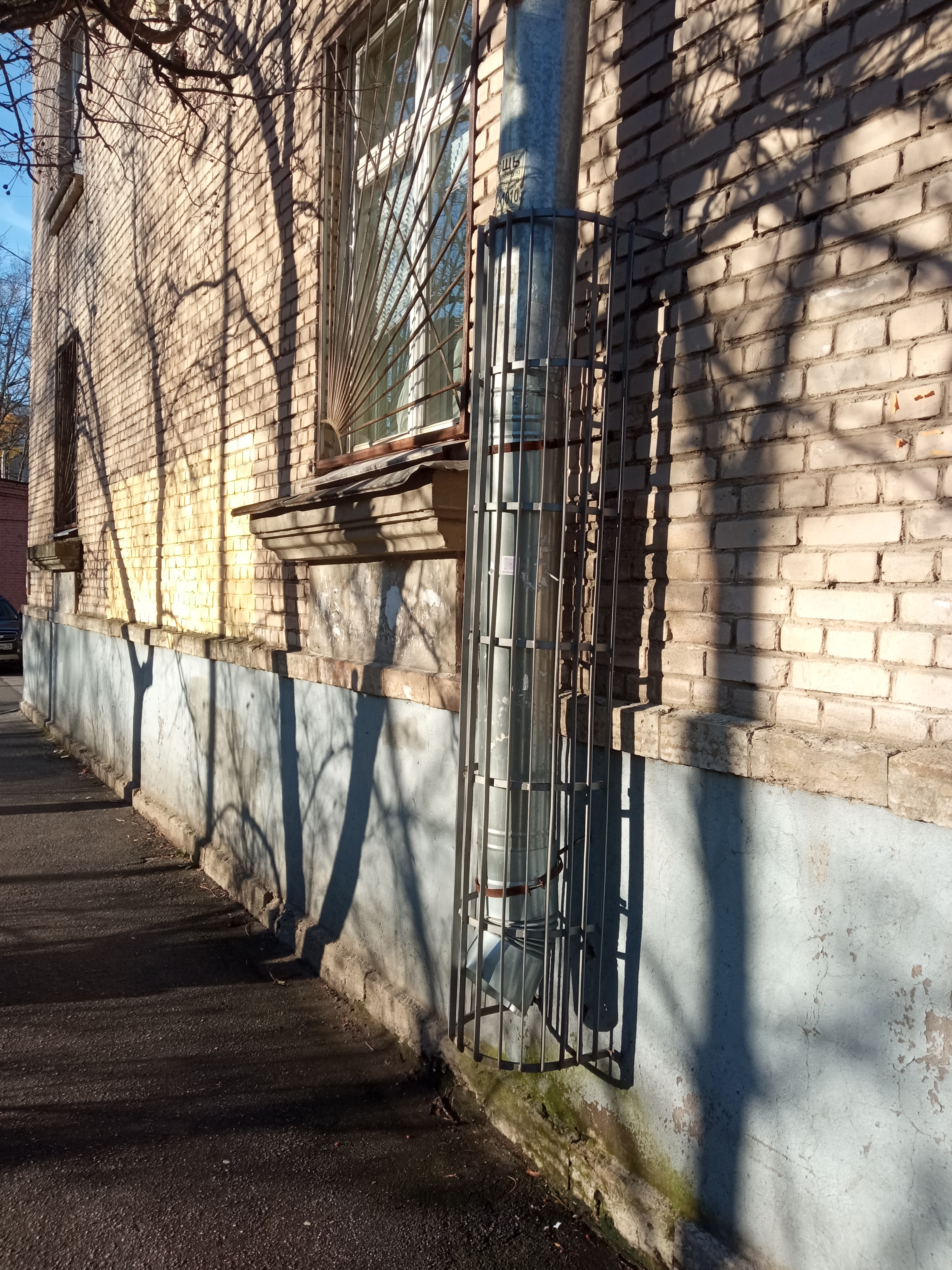
Решётка вокруг водосточной трубы создаёт помехи для наклеивания на нее бумажных объявлений

## История

### Древняя Греция
В древних Афинах в качестве официальной доски объявлений использовался монумент эпонимов.
Объявления записывались на белёных досках (левкомата, др.-греч. λευκώματα). Согласно П. Родсу, на доски заносились списки эфебов (потом сохраняемые в бронзе), списки призванных в ходе мобилизации, списки тех, кто обещал денежные пожертвования в связи с чрезвычайными ситуациями и тех, кто эти обещания нарушил, предложения по изменению законодательства и сообщения о возбуждении судебных дел.

### Древний Рим
Подобно грекам, римляне применяли для объявлений отбеленные доски (лат. tabula dealbata, известные также как лат. album — отсюда пошло современное слово «альбом»). На официальной доске объявлений преторы публиковали свои эдикты, списки судей и присяжных, цензоры помещали имена сенаторов, Великий понтифик описывал события прошедшего года.

### Средневековье
В Средневековье в качестве досок объявлений стали использоваться двери церквей. Именно на двери Замковой церкви в Виттенберге разместил 31 октября 1517 года свои «95 тезисов» Мартин Лютер, начав тем самым Реформацию.

### Электричество
После изобретения электрического освещения были сделаны попытки его использования в досках объявлений. В 1893 году планировалось изготовление гигантского проектора для отображения сообщений на облаках. В 1918 году компания англ. American Electrograph начала поставлять табло из электрических лампочек, устанавливаемое на крыше здания и управляемое по проводам с пульта, напоминающего пишущую машинку. Оператор имел возможность показывать произвольные текстовые сообщения, которые могли меняться каждые 10 секунд.

## Современность

### Современные доски бумажных объявлений
Современный вид доски для бумажных объявлений получили с изобретением в XIX веке канцелярских кнопок. Доска с пробковой поверхностью была запатентована Джорджем Бруксом в 1923 году. В конце XX века популярность приобрели изобретённые ранее магнитные доски объявлений (ср. американский патент 1927 года Кристиана Хансена).

### Объявления в газетах
С распространением печатной прессы получили распространения частные объявления в бумажных газетах, см. «Классифайд», «Классифайд#Рубричная реклама царской России», «Классифайд#Рубричная реклама СССР», «Классифайд#Рубричная реклама постсоветской России».

### ЭВМ
С распространением ЭВМ появилась возможность создания виртуальной доски объявлений. Первую доску, предтечу соцсетей, под названием CBBS создал сотрудник IBM У. Кристенсен в 1978 году. Уже в 1983 году в мире насчитывалось 800 электронных досок, а в 1988 — 5000.